# Chauffour-lès-Étréchy
Chauffour-lès-Étréchy es una comuna francesa situada en el departamento de Essonne, en la región de Isla de Francia.

## Demografía
| 61 | 80 | 71 | 81 | 70 | 119 | 140 |
| Para los censos de 1962 a 1999 la población legal corresponde a la población sin duplicidades (Fuente: INSEE [Consultar]) |    |    |    |    |     |     |